# Nha Trang

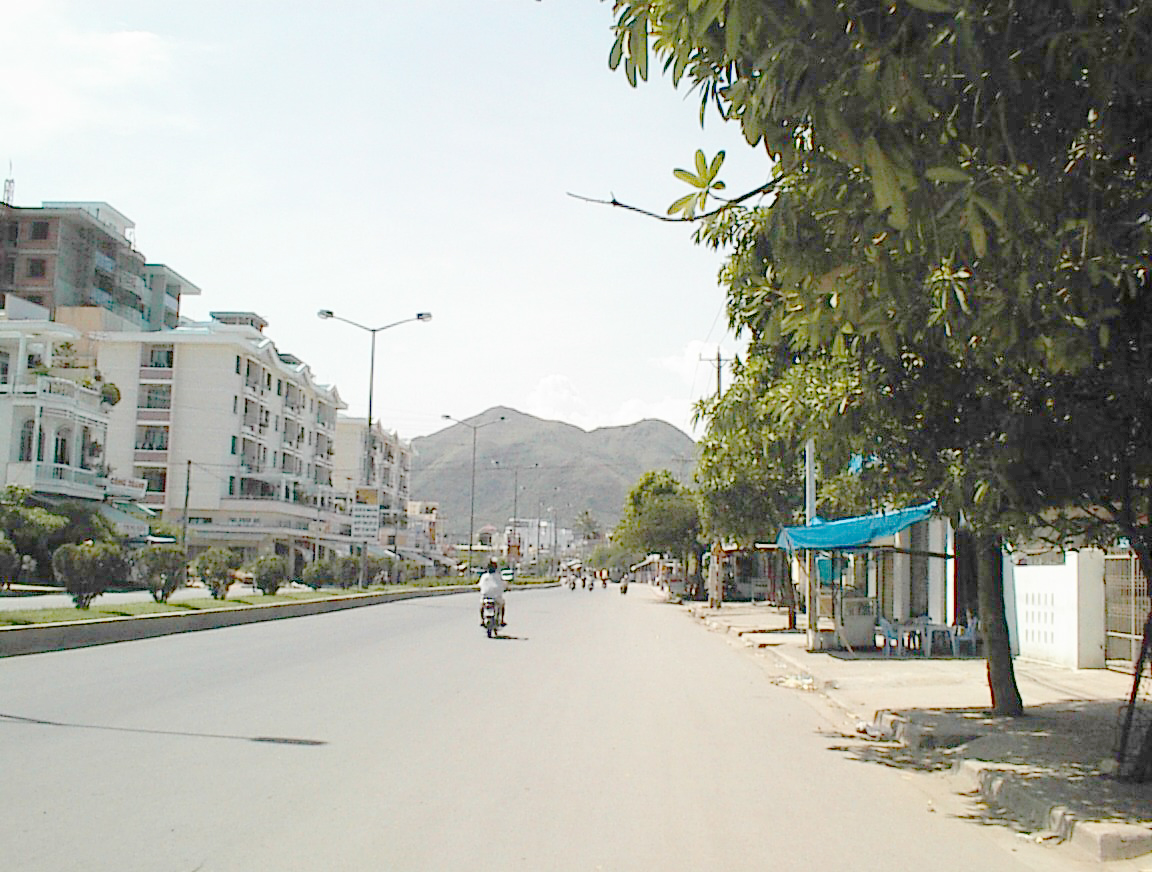
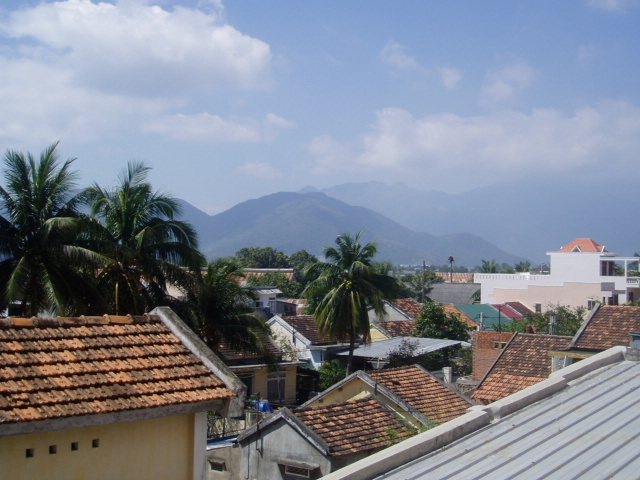
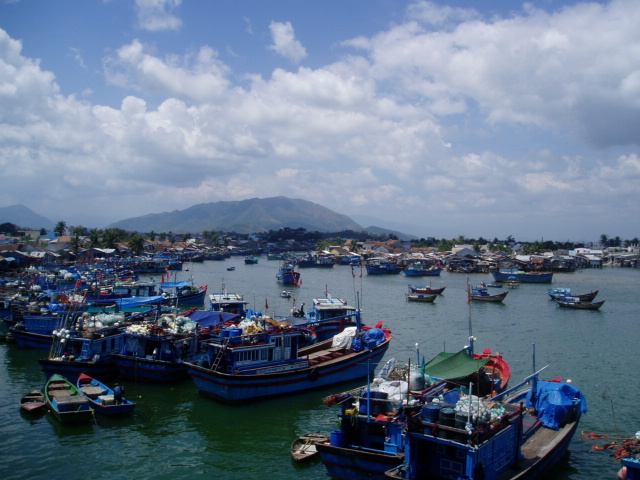
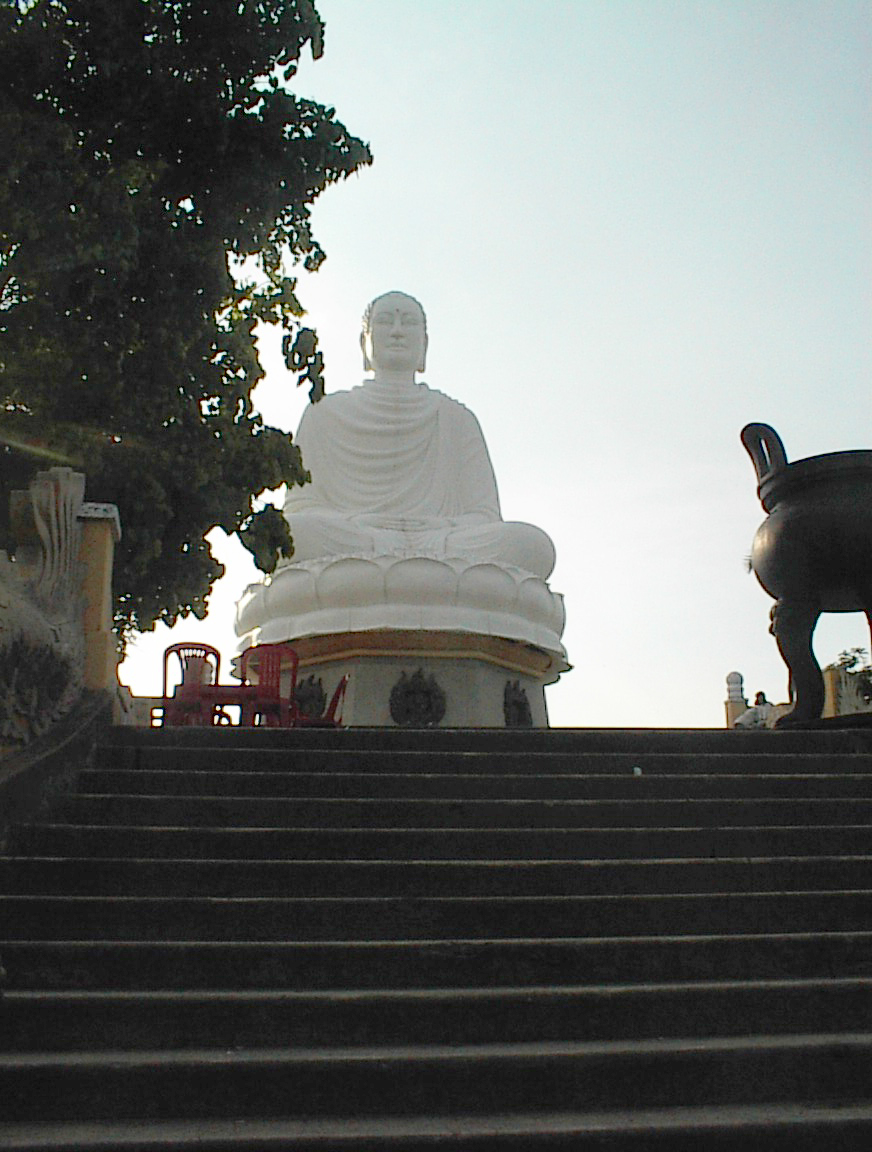

Nha Trangⓘ /ɲaː˧ ʈaːŋ˧/ – miasto w południowym Wietnamie, przy ujściu rzeki Sông Cài do Morza Południowochińskiego, ośrodek administracyjny prowincji Khánh Hòa. W 2019 roku liczyło 285 788  mieszkańców.